# 시온족
시온족(영어: Xionites, 팔레비어: Xiyōn/Hiyōn, 아베스타어: X́iiaona, 소그드어: xwn), 히온족 혹은 치온족(영어: Chionites)은 고대 후기 중앙아시아의 트란스옥시아나와 박트리아 일대에 있었던 유목민족이다.
시온족은 고전~중세 인도에서 중앙아시아의 야만족을 가리키던 명칭인 '후나족()'과 동일한 집단으로 추정된다. 그들은 고대 후기에 유럽 전역을 휩쓸었던 훈족이나 중국을 위협하던 흉노와 민족적 명칭이나 지리, 기원 등을 미루어보아 동일한 민족일 가능성이 있다.
사서에 따르면, 북흉노가 멸망한 이후 '약한 흉노인'들이 강거의 땅으로 들어가 열반을 세웠고, '강한 흉노인'들은 중앙아시아로 들어가 시온족이 되었다고 한다.